# Fjällkrimmerlav
Fjällkrimmerlav (Rinodina mniaraea) är en lavart som först beskrevs av Erik Acharius, och fick sitt nu gällande namn av Körb. Fjällkrimmerlav ingår i släktet Rinodina och familjen Physciaceae.  Arten är reproducerande i Sverige. Inga underarter finns listade i Catalogue of Life.